# Alena Arzamasskaia
Alena Arzamasskaia (o Alyona; Erzya: Эрзямассонь Олёна, Ruso: Алёна Арзамасская; fallecida en 1670), a veces llamada la Juana de Arco rusa, fue una famosa combatiente rebelde en la Rusia del siglo XVII, haciéndose pasar por hombre y luchando en la revuelta de los cosacos de Steñka Razin (Rebelión de los Campesinos) de 1670 en el sur de Rusia. A diferencia de Juana de Arco, que luchaba en nombre de su rey, Alyona se rebelaba contra su zar. Fue una atamán femenina de Erzias bajo el liderazgo de Steñka Razin. Campesina de nacimiento de Vyezdnaya sloboda de Arzamas, fue una monja anciana ("старица") antes de convertirse en atamán. Comandó un destacamento de unos 600 hombres y participó en la captura de Temnikov en 1670, antes de ser quemada en la hoguera.

## Primeros años
Alyona era una campesina de nacimiento de Vyezdnaya sloboda de Arzamas (región del Volga) y se casó con un campesino cuando aún era muy joven. Su hijo murió y, siendo aun joven, se quedó viuda y se convirtió en monja en el Monasterio Nikolaevskii. Mientras estuvo allí, leyó y estudió medicina. Ella no era feliz en el convento debido a la vida estrictamente regulada que tenía que llevar. En 1669 abandonó el convento, cortándose el pelo y vistiéndose como hombre. 

## Rebelión campesina
Al abandonar el convento, se unió a la Rebelión de los Campesinos (1670-1671) de Stepan Razin como su líder. La revuelta fue inicialmente un éxito en el sur de Rusia.
En 1670, participó en la captura de Temnikov haciéndose pasar por un líder rebelde cosaco. Reunió un regimiento de hombres de los alrededores de su ciudad natal. Pronto dirigió un regimiento de 300 a 400 hombres (según algunas fuentes, seis mil combatientes) sin saber que su líder era una mujer. Su habilidad como arquera y en la medicina que aprendió en el convento, la hicieron popular y respetada entre los hombres. 
Tres meses después, el zar ruso lanzó una campaña para reprimir a los rebeldes y capturó a Arzamasskaia. El 30 de noviembre de 1670, Temnikov fue retomado por las tropas zaristas al mando del general Yury A. Dolgorukov. Según una descripción de 1677, se escondió en una iglesia y disparó a varios soldados antes de ser capturada, abrazada al altar, el 4 de diciembre. Fue torturada para intentar obtener la identidad de otros rebeldes; sin embargo, se resistió y no divulgó ninguna información. Algunas fuentes dicen que fue acusada de brujería y herejía; otras que fue declarada culpable de bandolerismo por su papel en la toma de Temnikov y condenada a ser quemada en la hoguera. 
La hoguera en que la quemarían tenía la forma de una pequeña cabaña con un agujero en el "techo". Debía subir a la hoguera en silencio, realizar sus ritos, saltar dentro y cerrar la portilla sin decir palabra y arder en silencio. A Alyona se la describe como una amazona con una gran fuerza física y un coraje mayor que el de la mayoría de los hombres.
Cuando la quemaron en la hoguera, los testigos informaron que no emitió ningún sonido mientras se quemaba hasta morir.